# Mercedes (Buenos Aires)
Mercedes ist eine Stadt in der argentinischen Provinz Buenos Aires und Hauptort des Partido Mercedes.
Der Ort wurde am 25. Juni 1752 gegründet und hat 51.967 Einwohner (2001; 51,5 % weiblich, 48,5 % männlich). Mercedes befindet sich in 38 Meter Höhe über dem Meer.
Die Kathedrale von Mercedes ist Bischofssitz des Erzbistums Mercedes-Luján.

## Söhne und Töchter der Stadt
Mercedinos waren oder sind u. a.:
- Jorge Rafael Videla (1925–2013), General und Diktator Argentiniens von 1976 bis 1981
- Fernando Moner (* 1967), Fußballspieler
- Lucas Biglia (* 1986), Fußballspieler